# 東釧路駅
東釧路駅（ひがしくしろえき）は、北海道釧路市貝塚2丁目にある北海道旅客鉄道（JR北海道）の駅である。駅番号はB54。事務管理コードは▲110438。
当駅の所属線である根室本線に、当駅を起点とする釧網本線が乗り入れ、さらにかつては釧路臨港鉄道の接続駅としての役割があった。また現在、複数の鉄道路線が接続する駅としては日本最東端にあたる。

## 歴史

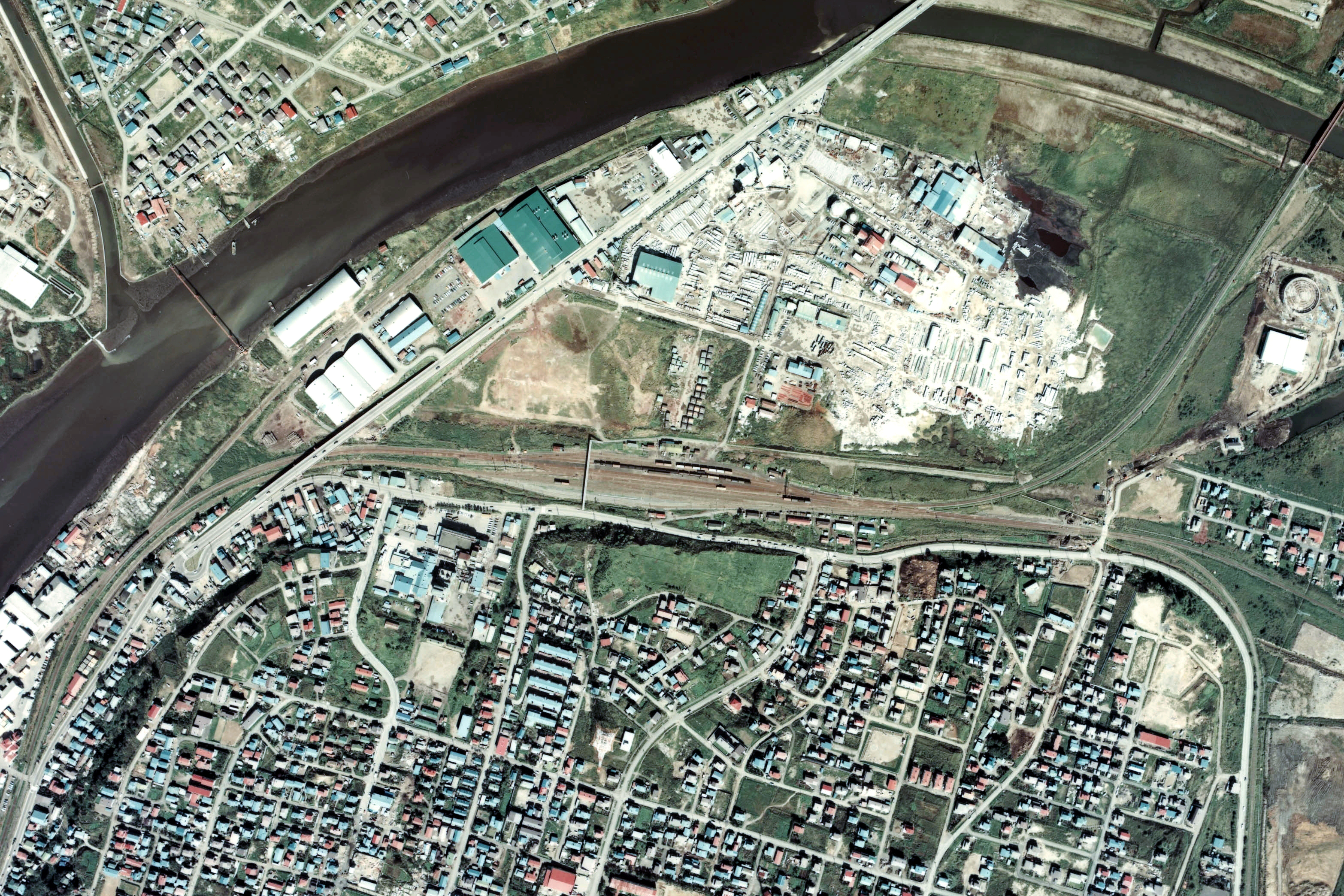
1977年の東釧路駅と周囲約1.5 km×1 km範囲。右側上が釧網本線網走方面、右側中が根室本線根室方面、右側下が釧路臨港鉄道春採方面。左側外側が根室本線釧路方面、左側内側が釧路臨港鉄道城山方面。構内も北側が国鉄、南側が臨港鉄道の貨物操車場に分かれている。

- 1925年（大正14年）3月16日：鉄道省根室本線釧路駅 - 上別保駅（→別保駅）間に別保信号場（べっぽしんごうじょう）を開設し[4]、以下のように取扱い。
  - 釧路臨港鉄道を当信号場で根室本線と接続させ、同日より当信号場 - 春採駅間で貨物運輸営業開始[5]。
  - 運賃計算上の釧路臨港鉄道との接続駅とする[4]。
  - あわせて、釧路駅から分岐する貨物線の駅であった天寧駅について、従来運賃計算上、釧路駅 - 上別保駅間に設置の扱い[6]となっていたものを、当信号場で根室本線から分岐（施設上は変わらず）する形とする[4]。
- 1927年（昭和2年）9月15日：釧網本線釧路駅 - 標茶駅間開業[7]。釧路駅 - 当信号場が根室本線・釧網本線の重複区間となり、当信号場を釧網線とその他省線（天寧駅を含む）・釧路臨港鉄道との接続点として貨物運賃を計算[8]。
- 1928年（昭和3年）11月11日：東釧路駅として開業（一般駅）[9]、釧網線の起点を釧路駅から当駅に変更する[10]。駅舎を北側に設置。
- 1937年（昭和12年）1月10日：釧路臨港鉄道が当駅 - 城山駅間で運輸営業開始[11]。
- 1940年（昭和15年）1月15日：天寧駅への支線が引き直され、施設上も起点が釧路駅から当駅となる[12][13][14]。
- 1957年（昭和32年）1月17日：駅舎改築[15]。
- 1962年（昭和37年）1月15日：車扱い貨物取扱い廃止[1]。釧路臨港鉄道との連絡貨物は継続。
- 1963年（昭和38年）11月1日：釧路臨港鉄道の旅客営業廃止。
- 1984年（昭和59年）2月1日：荷物取扱い廃止[15]。貨物支線廃止[16]。
- 1986年（昭和61年）11月1日：駅員配置が運転扱い要員のみとなる[15]。釧路臨港鉄道乗り入れ廃止[17]。
- 1987年（昭和62年）4月1日：国鉄分割民営化により、北海道旅客鉄道（JR北海道）の駅となる[1]。
- 1994年（平成6年）3月15日：運転扱いをPRC化し無人化[15]。

### 駅名の由来
別保信号場から駅になる際、釧路市の東方に位置することから名付けられた。

## 駅構造
島式ホーム1面2線の地上駅。駅舎とホームの間はかつて側線などが敷かれていたためやや距離があり、通路と構内踏切で結ばれる。原則として1番のりばが釧網本線、2番のりばが根室本線（花咲線）となるが、両線ともどの方向にも発着できる構造となっている。
釧路駅管理の無人駅となっている。

### のりば
| 番線 | 路線                 | 方向 | 行先           |
| ---- | -------------------- | ---- | -------------- |
| 1    | ■釧網本線            | 上り | 摩周・網走方面 |
| 1    | ■釧網本線            | 下り | 釧路方面       |
| 2    | ■根室本線 （花咲線） | 上り | 釧路方面       |
| 2    | ■根室本線 （花咲線） | 下り | 厚岸・根室方面 |

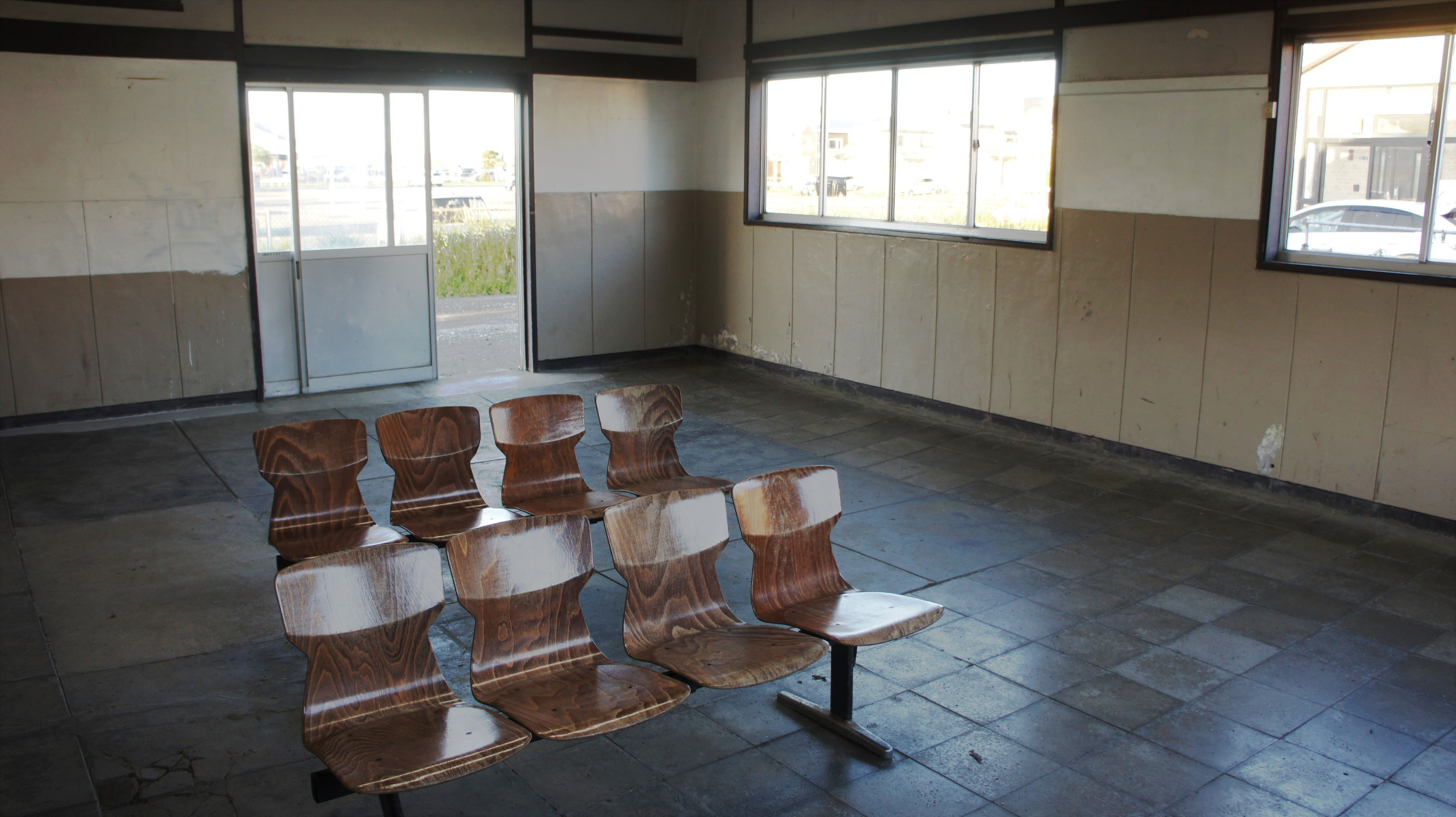
待合室（2018年9月）
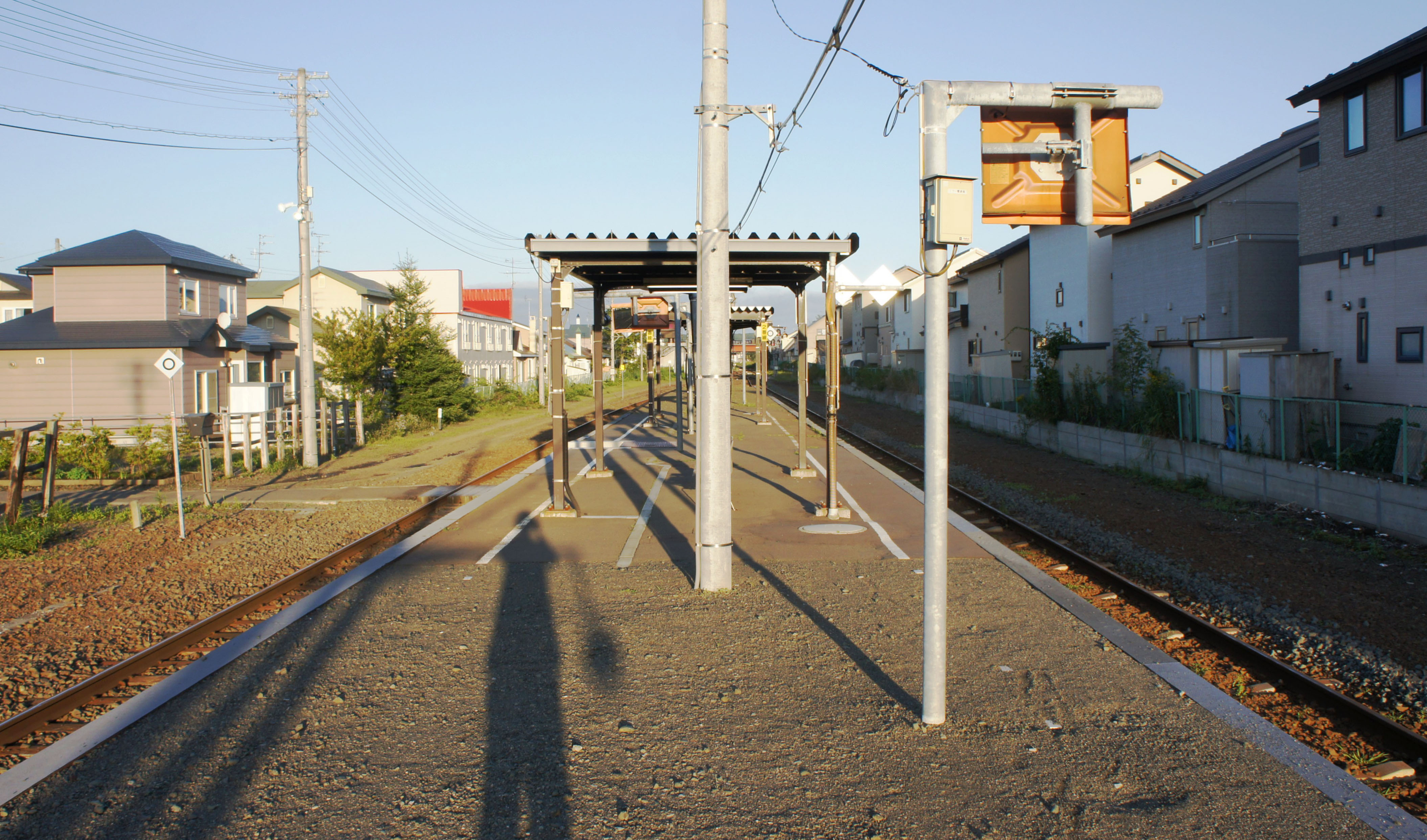
ホーム（2018年9月）
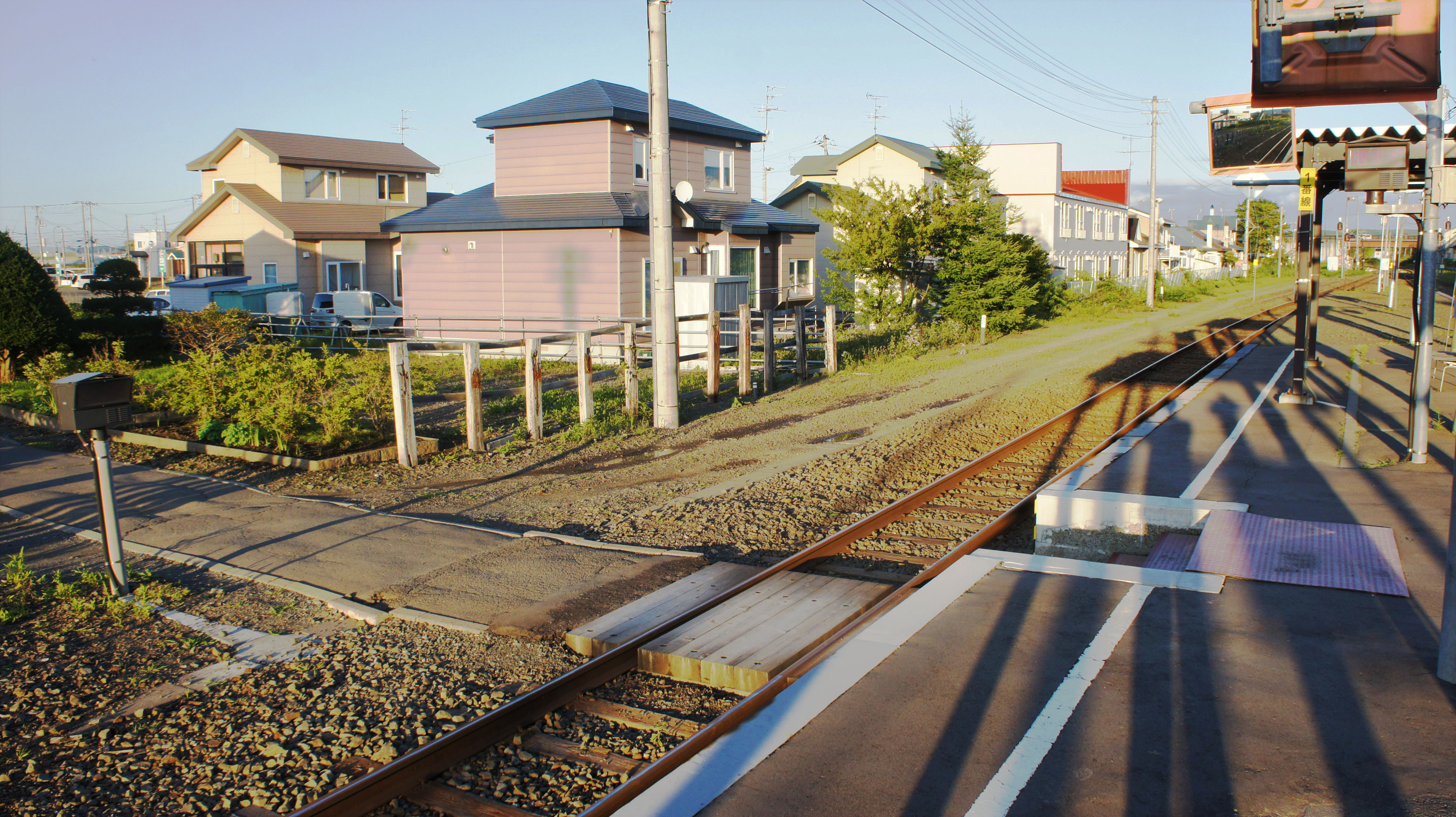
構内踏切（2018年9月）
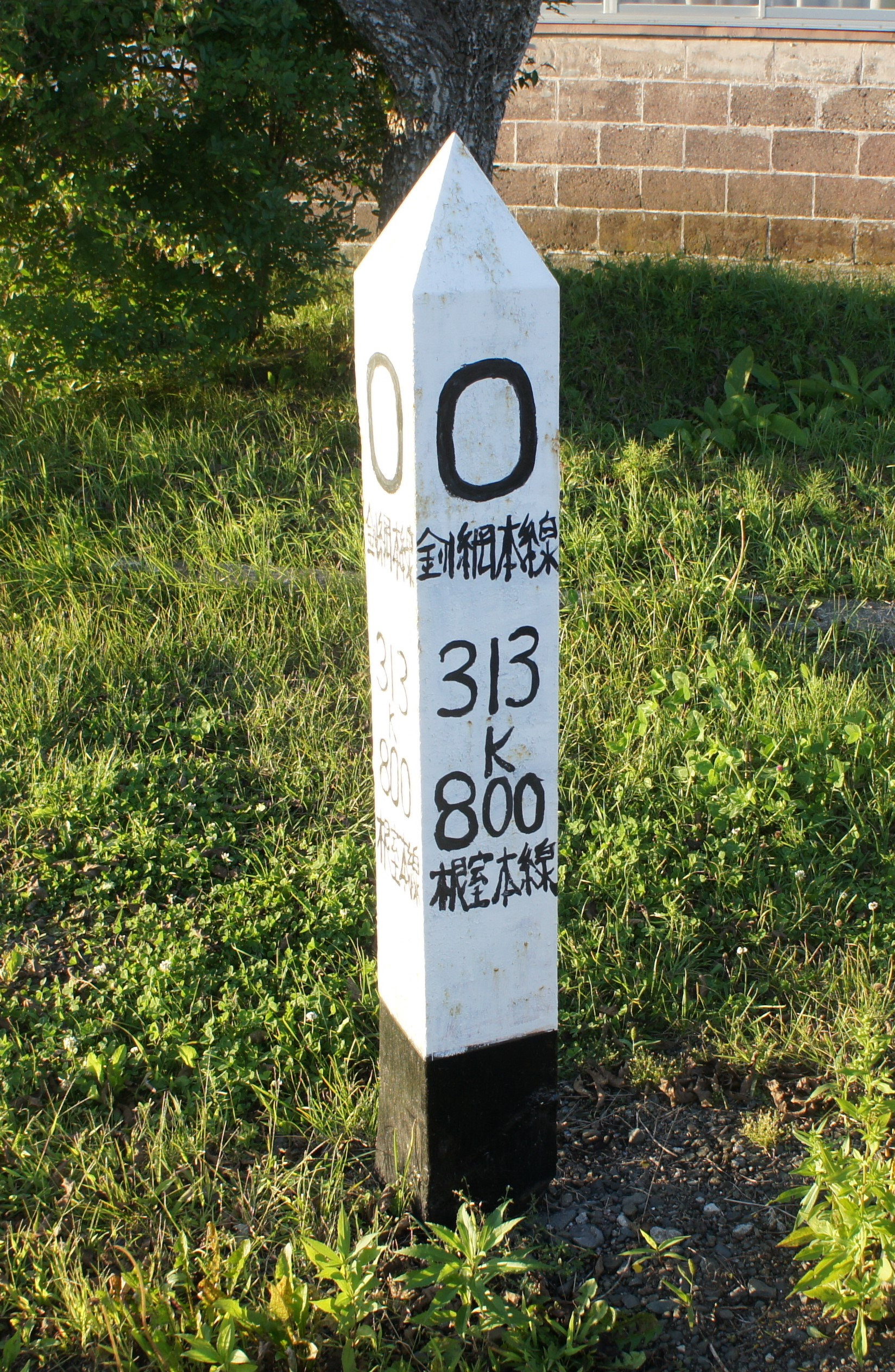
釧網本線0 kmポスト（2018年9月）

## 利用状況
乗車人員の推移は以下のとおり。年間の値のみ判明している年については、当該年度の日数で除した値を括弧書きで1日平均欄に示す。乗降人員のみが判明している場合は、1/2した値を括弧書きで記した。
また、「JR調査」については、当該の年度を最終年とする過去5年間の各調査日における平均である。
| 年度               | 乗車人員 | 乗車人員 | 乗車人員 | 出典                  | 備考 |
| 年度               | 年間     | 1日平均  | JR調査   | 出典                  | 備考 |
| ------------------ | -------- | -------- | -------- | --------------------- | ---- |
| 1978年（昭和53年） |          | 69       |          | [ 20 ]                |      |
| 2016年（平成28年） |          |          | 151.8    | [ JR北 1 ] [ JR北 2 ] |      |
| 2017年（平成29年） |          |          | 149.6    | [ JR北 3 ] [ JR北 4 ] |      |
| 2018年（平成30年） |          |          | 138.6    | [ JR北 5 ] [ JR北 6 ] |      |
| 2019年（令和元年） |          |          | 133.0    | [ JR北 7 ] [ JR北 8 ] |      |
| 2020年（令和02年） |          |          | 133.8    | [ JR北 9 ]            |      |
| 2021年（令和03年） |          |          | 133.4    | [ JR北 10 ]           |      |
| 2022年（令和04年） |          |          | 130.8    | [ JR北 11 ]           |      |

## 駅周辺
かつては太平洋炭礦の関連各社のオフィスや工場が周辺に立地していたが、現在は郊外への移転により大型小売店や宅地などへと転換されている。
さらに、駅構内の土地のほとんどが国鉄清算事業団による払い下げで、急速に宅地化が進んでいる。
- 国道44号・国道391号
- 東釧路貝塚（国指定史跡）
- 釧路貝塚郵便局
- 釧路川
- コープさっぽろ貝塚店
- くしろバス「貝塚3丁目」[22]・「貝塚1丁目」[23]停留所

## 隣の駅
北海道旅客鉄道（JR北海道）
根室本線（花咲線）

釧路駅 (K53) - 東釧路駅 (B54) - 武佐駅
■釧網本線（当駅 - 釧路駅間は根室本線）
遠矢駅 (B55) - 東釧路駅 (B54) - 釧路駅 (K53)